# جوليوس ماليما
جوليوس سيلو ماليما (بالإنجليزية: Julius Sello Malema)‏ (3 مارس 1981, ليمبوبو ، جنوب أفريقيا) سياسي جنوب إفريقي يترأس حاليا حزب مقاتلي الحرية الاقتصادية، وهو حزب من أحزاب المعارضة في جنوب أفريقيا.
عرف ماليما بمواقفه المتطرفة ضد البيض، حيث ردد مع أعضاء رابطته في مناسبات عديدة أغنية «اقتلوا البور» وهي أغنية كان يغنيها السود أيام نظام الفصل العنصري في جنوب أفريقيا، وتدعو إلى قتل مواطني جنوب أفريقيا من أصل أوروبي.
تسببت موقف ماليما في طرده من حزب المؤتمر الوطني الأفريقي مما حذا به إلى تأسيس حزبه «مقاتلو الحرية الاقتصادية» سنة 2013.